# Площадь Варварские Ворота
Площадь Варва́рские Воро́та (Варва́рская площадь, с 1924 по 1992 годы — часть площади Ногина́) — площадь в Москве, расположенная в Тверском районе между улицей Варваркой, Китайгородским проездом, Славянской и Старой площадями.

## Этимология

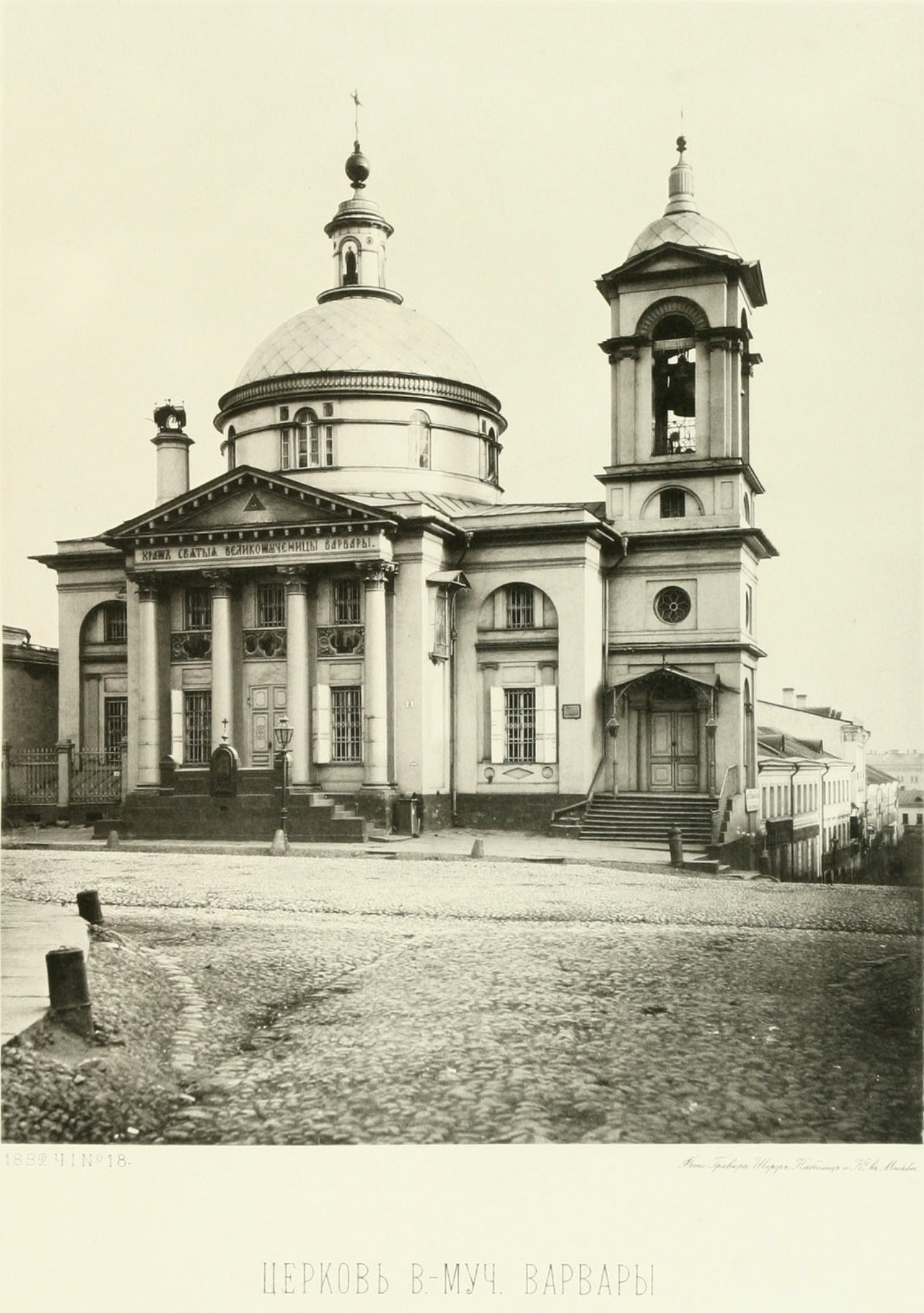
Храм святой Варвары, 1883 год

Площадь названа по Варварской башне Китай-города. Воротная башня получила такое название из-за своего расположения рядом с Храмом святой Великомученицы Варвары. Он был построен в начале современной Варварки в 1514 году по проекту итальянского зодчего Алевиза Нового на средства приезжих купцов. В церкви хранился чудотворный образ святой Варвары, прославившийся во времена Ивана Грозного.

## История

### XVI—XVIII века

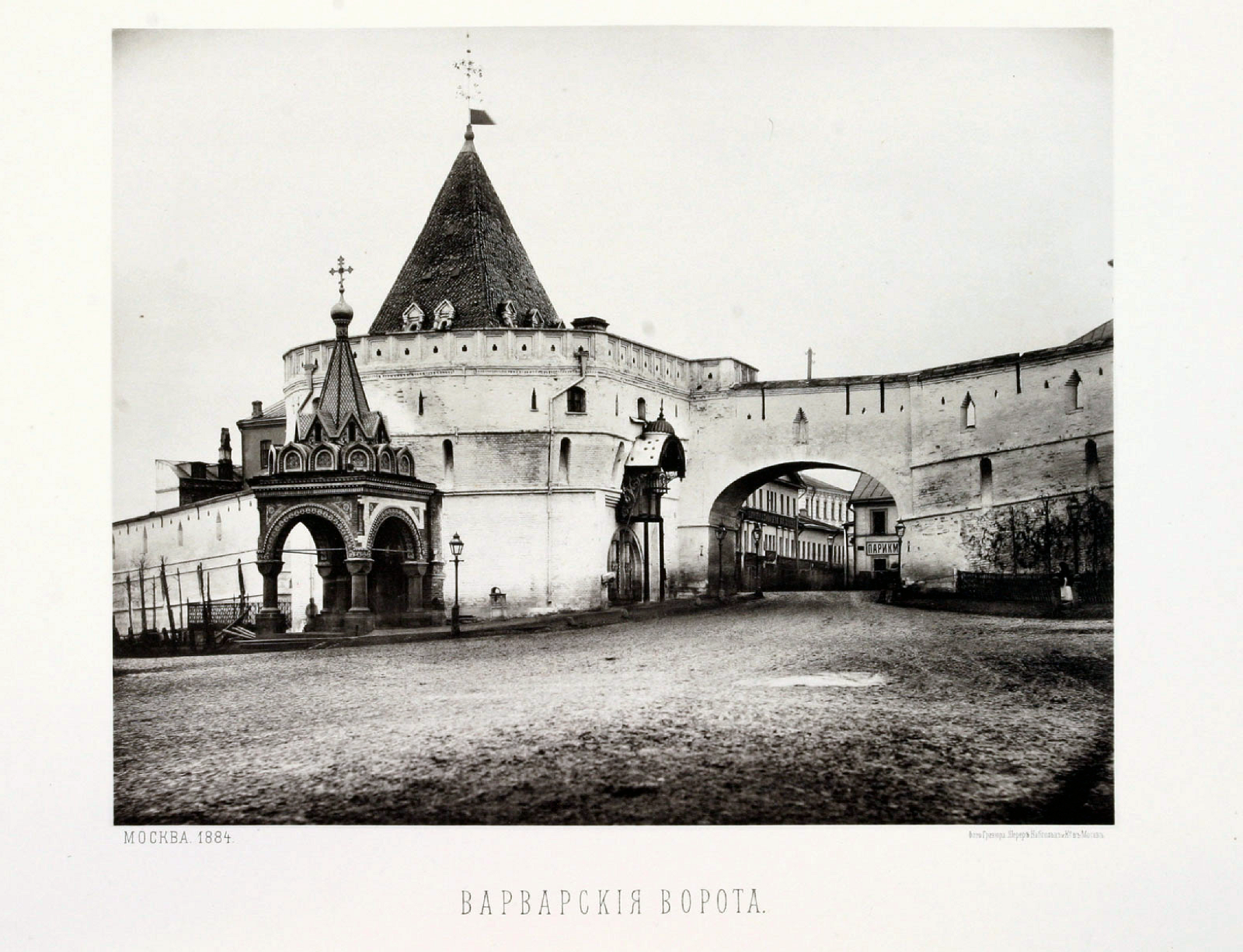
Варварские ворота, 1884 год

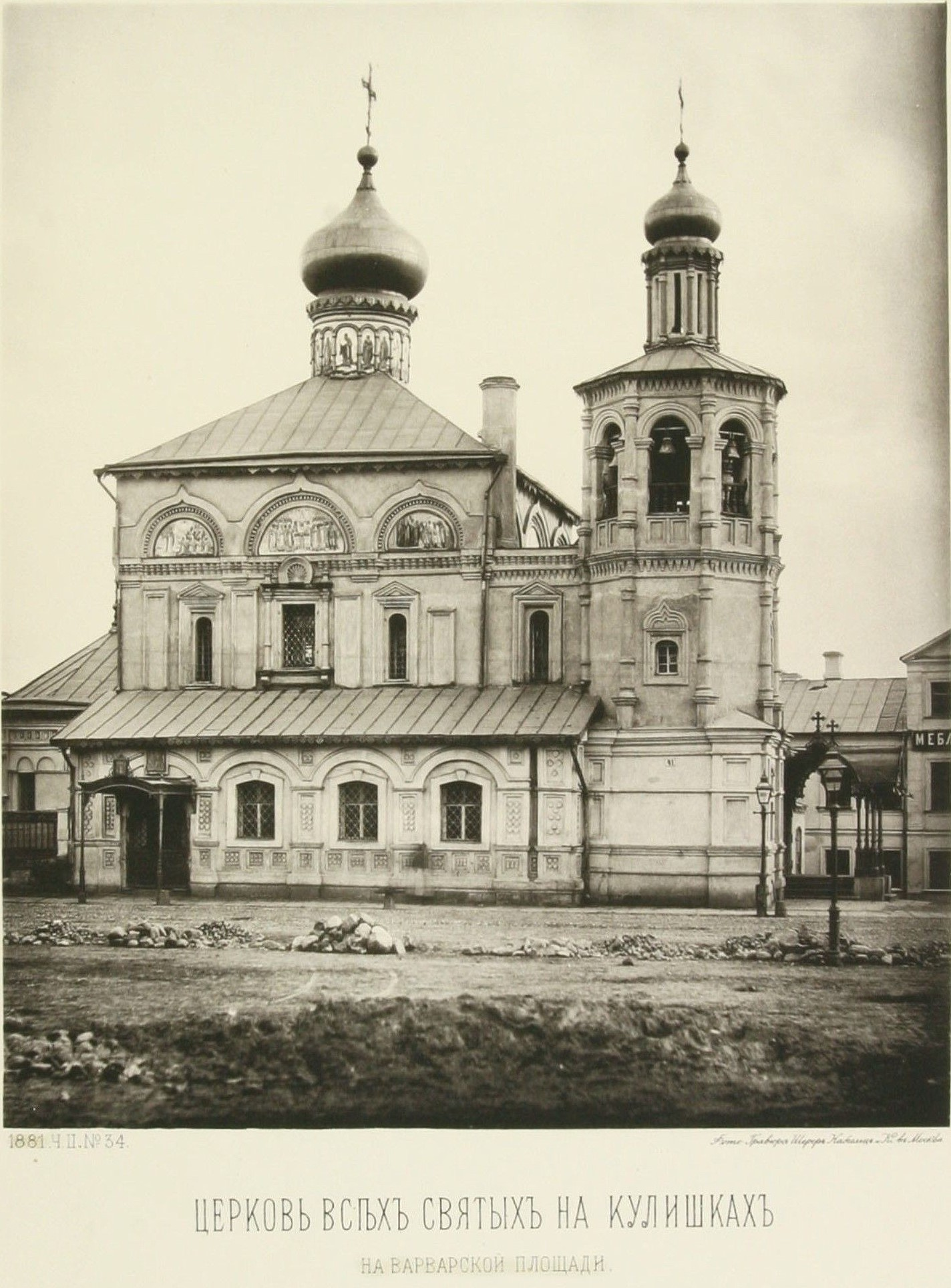
Церковь Всех Святых, 1882 год

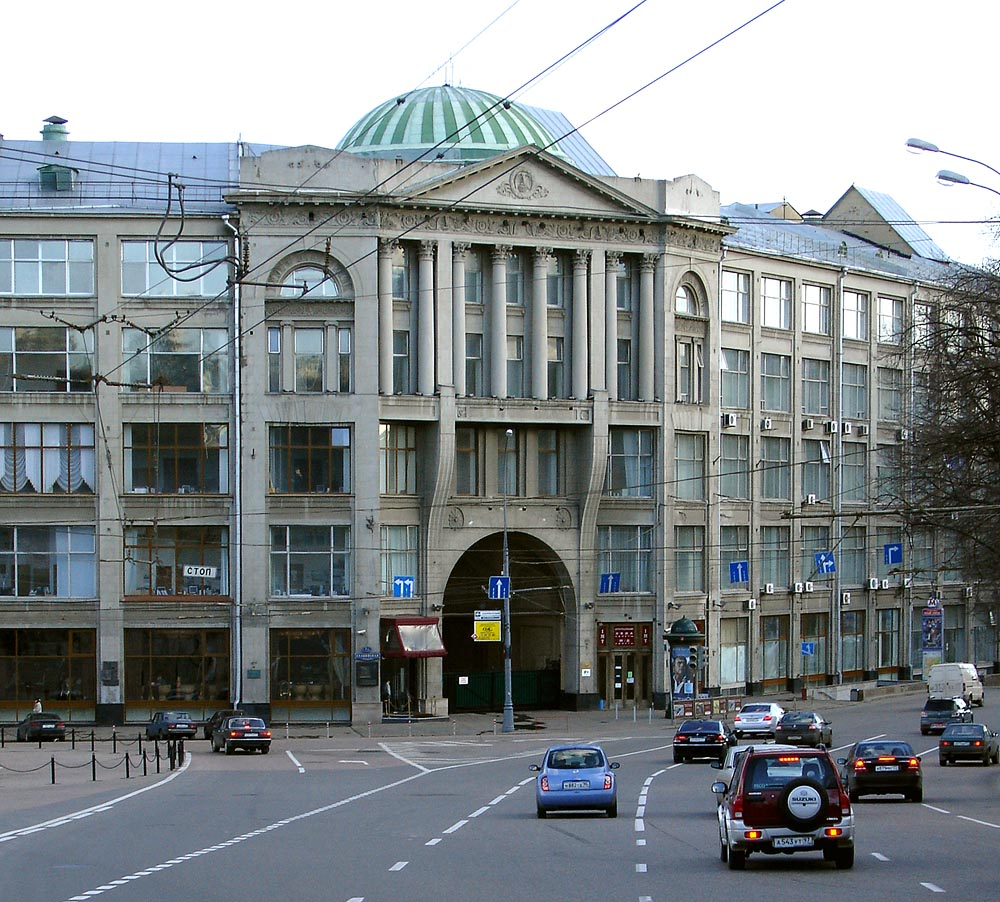
«Деловой двор», 2007 год

Территория, которая является современной площадью, в XIV веке представляла собой дорогу из Кремля к Яузскому мосту. Местность была болотистой и лесистой, поэтому называлась «кулишки». В 1380 году по приказу Дмитрия Донского около дороги установили памятник — деревянную церковь Всех Святых на Кулишках в честь русских воинов, погибших на Куликовом поле. В XV—XVI веках проезд пользовался большей популярностью и являлся оживлённым торговым путём. В 1535—1538 годах под руководством итальянского инженера Петрока Малого была построена Китайгородская стена. Рядом с торговой дорогой находилась одна из проездных башен — Варварские ворота, которые москвичи иногда называли Всехсвятскими. Башня была выдвинута за пределы стены и являлась одной из самых крепких, а в XVI веке в ней жил московский юродивый Василий Блаженный. После возведения ворот торговая дорога вошла в состав плацдарма около них, образовывая площадь с внешней стороны стены. Над воротами со стороны площади была закреплена икона Боголюбской Богоматери.
В конце XVI — начале XVII века большая часть площади была занята лавками и «бражными тюрьмами» — строениями, куда помещали нетрезвых людей, найденных на улице. Тюрьмы были показаны в качестве достопримечательностей на плане Москвы XVI века. В 1605 году между Ильинскими и Варварскими воротами возвели конный двор для торговли, а к югу от церкви Всех Святых находились сады и Васильевский луг. К 1620-му часть площади была занята 28 московскими дворами, среди которых восемь дворов духовенства, семь — подьячих, два — иконников, два — кузнецов. Количество последних к 1641 году достигло 35. К началу XVIII века оставшуюся территорию до Яузских ворот заняли лавки со съестными припасами и досками для надгробий. В 1708—1709 годах в ходе Северной войны Пётр I, опасаясь вторжения шведских войск, приказал укрепить стену и вырыть оборонительные земляные бастионы. Хотя на градостроительном плане Москвы 1806 года площадь показана ещё застроенной дворами и лавками, а восточнее церкви Всех Святых на её земле находился казённый питейный дом, в ходе работ над бастионами все постройки площади, кроме церкви, были снесены, а саму территорию линия бастиона разделила по диагонали. Вскоре выяснилось, что укрепления не нужны, поэтому свободная от них часть современной площади была вновь занята дворами и лавками. В 1763 году богадельню церкви Всех Святых временно занял Воспитательный дом, который в 1772-м переехал в здание на Москворецкую набережную.

### XIX—XXI века
В 1819—1823 годах земляные бастионы были срыты, ров засыпан, а местность перепланирована под улицы и кварталы, в результате чего образовалось территория современной площади Варварские Ворота. В 1831-м установили водоразборный фонтан Мытищинского водопровода, который действовал до конца XIX века, вскоре из него провели воду в Воспитательный дом. К 1850 году территорию площади была вымощена булыжником, а кроме фонтана на ней находился старый колодец, а рядом располагался деревянный навес — своеобразная биржа труда. С юга на Варварские Ворота выходило уже каменное здание церкви Всех Святых и её причта. А на углу с Китайгородским проспектом был пустырь. С восточной стороны площади стояли каменные дома. В 1872 году в рамках Политехнической выставки, которая проходила в Москве, на площади на три месяца открыли Народный театр, он был деревянный и рассчитан на 1803 человека. В нём под руководством актёра Малого театра Александра Федотова играли провинциальные артисты. Спектакли пользовались большой популярностью, поэтому после окончания выставки два московских чиновника взяли театр на своё финансирование. Он продолжал работу под наименованием «Общедоступный» до 1876 года, его закрыли из-за опасности пожара.
В 1913 году на площади по проекту архитектора Ивана Кузнецова построили «Деловой двор» — комплекс из нескольких корпусов, предназначенный для размещения в нём учреждений, контор и гостиницы. В здании концентрировалась оптовая торговля, а также производились крупные сделки с провинциями. После революции помещения двора занял Высший совет народного хозяйства, председателями которого в разное время были Виктор Ногин, Феликс Дзержинский и Валериан Куйбышев. До 1917-го на площади раз в год проходило масштабное празднование иконы Боголюбской Богоматери. Её спускали со стены и устанавливали под балдахином. В течение трёх дней и ночей проходили службы, а большинство москвичей приходили к воротам с целью приложиться к иконе.
Площадь представляла из себя род гулянья, толпилась масса продавцов крестиками, иконками, лубочными картинками и книжками с описанием иконы. Каждый, пришедший приложится к иконе, считал своим долгом купить медную или серебряную иконку с изображением «Боголюбской», величиной с мелкую серебряную монету, и повесить себе на шею на розовой ленточке.Поэт Иван Белоусов
Во время революции 1917 года на площади шли бои между красногвардейскими отрядами, которые продвигались к Кремлю, и юнкерами. В районе Варварских ворот был убит организатор и командир красногвардейцев вагоноремонтных мастерских Василий Войтович. В 1924-м площадь получила имя большевика, работника Высшего совета народного хозяйства Виктора Ногина. В 1930-е годы снесли воротную башню, а на её месте начали проектировать наземный павильон станции метро «Площадь Ногина», который открыли в 1971-м. В подземном переходе сохранились камни основания башни. После Великой Отечественной войны в сквере около площади была сделана площадка, в центре которой рабочие-текстильщики заложили камень памятника Ногину в 1924-м — в год его смерти.
В 1992 году территорию разделили на две части, западная получила историческое название Варварские Ворота. Восточную переименовали в Славянскую площадь, поскольку одновременно на ней установили памятник создателям славянского алфавита Кириллу и Мефодию авторства скульптора Вячеслава Клыкова. Станция метро после разделения оказалась на Славянской площади. В настоящее время ансамбль площади состоит из комплекса «Деловой двор», где располагаются коммерческие учреждения, и храма Рождества Иоанна Предтечи, который находится на Варварке и уже не является действующим. С 2017 года площадь входит в программу «Моя улица», проект по её реконструкции находится в разработке.

## Транспорт
- Станция метро «Китай-город».
- Автобусы 538, е10, е30, е70, м2, м7, м40, м90, н1, н2, н3, н4, н5, н6, н7, н8, н9, н11, н12, н13, н15.